# Nikitinka (obwód samarski)
Nikitinka (ros. Никитинка) – wieś (sieło) w Rosji, w obwodzie samarskim, w rejonie jełchowskim. W 2010 liczyła 965 mieszkańców.